# Parepilysta semperi
Parepilysta semperi är en skalbaggsart som beskrevs av Stefan von Breuning 1966. Parepilysta semperi ingår i släktet Parepilysta och familjen långhorningar.
Artens utbredningsområde är Filippinerna. Inga underarter finns listade i Catalogue of Life.